# Fläckflugsnappare
Fläckflugsnappare (Muscicapa sodhii) är en fågel i familjen flugsnappare inom ordningen tättingar.

## Utseende och läte
Fläckflugsnappare är en brun flugsnappare, som mäter 14 cm och sittande har en upprätt kroppshållning. Den är gråbrun på ovansidan och vitaktig under, med breda längsgående streck på bröstet och smutsgrå strupe. Jämfört med streckad flugsnappare har den längre näbb, kortare stjärt samt mörkare och renare ansikte utan tydlig ögonring och mustaschstreck. Den saknar också denna arts rent vita strupe. Sången är komplex och mycket ljus, bestående av visslingar, sträva toner, drillar och tjirpande ljud.

## Utbredning och systematik
Fågeln beskrevs först 2014 och är endemisk för Sulawesi. Den behandlas som monotypisk, det vill säga att den inte delas in i några underarter.

## Levnadssätt
Fläckflugsnappare förekommer i skog och skogsbryn i låglänta områden och vid foten av berg. Där uppträder den enstaka eller i par i skogens mellersta och övre skikt, ibland som del av kringvandrande artblandade flockar.

## Status
IUCN erkänner ännu inte fläckflugsnappare som art, varför den inte placeras i någon hotkategori.

## Namn
Artens vetenskapliga artepitet hedrar Navjot Sodhi (1962-2011), en indisk ornitolog som arbetade för att skydda öns djurliv.